# Pealius euryae
Pealius euryae là một loài côn trùng cánh nửa trong họ Aleyrodidae, phân họ Aleyrodinae.
Pealius euryae được Takahashi miêu tả khoa học đầu tiên năm 1955.